# 富山工業高等専門学校
富山工業高等専門学校（とやまこうぎょうこうとうせんもんがっこう、略称:富山工専、英称:Toyama National College of Technology、英略称:TNCT）は、富山県富山市にあった日本の国立高等専門学校。2009年10月に富山商船高等専門学校と統合し富山高等専門学校となった。

## 概要
- ワシントンアコード加盟の日本技術者教育認定機構（JABEE）から国際的水準にある高等教育機関であると認定されていた。
- 富山工専の校章は縁の三本の銀線は富山県の三大河川、庄川・神通川・黒部川を表している。これらの川を流れる清い流れのような澄んだ心をはぐくみ、つきることのない水にも似た情熱と大志を永遠に持ち続けて、学を修めて欲しいとの願いが込められている。
- 富山工専の校色は若竹色。深雪に曲がっても決して折れない若竹のような活力と粘り強さをもって欲しいとの願いが込められている。

### 教育理念
- 自主自立の精神
- 真理の探究
- 科学論理の尊重

### 教育目標
- 工学全般の基礎知識を有し、技術力に優れたグローバルエンジニアの育成
- 広い視野を有し、将来、研究・開発をリードする能力を備えた人材の育成
- 人・地球との共生の精神を有した人材の育成

## 沿革
- 1964年 4月1日 国立高専3期校として開校[1]（機械工学科，電気工学科，工業化学科）
- 1969年 4月1日 金属工学科設置
- 1989年 4月1日 工業化学科を物質工学科に改組
- 1993年 4月1日 専攻科設置（機械・電気システム工学専攻，機能材料工学専攻）
- 1995年 4月1日 金属工学科を環境材料工学科に改組
- 2003年12月1日 中華人民共和国東北大学と国際学術交流協定締結
- 2004年 4月1日 独立行政法人移行（独立行政法人　国立高等専門学校機構設置）
- 2006年 2月9日 大韓民国慶熙大学校と国際学術交流協定締結
- 2009年 10月 国立高専の高度化再編に伴い富山商船高等専門学校と統合し富山高等専門学校となる。

## 設置学科

### 学科（準学士課程）
- 機械工学科
  - 機械の開発・研究・つくり方について学ぶ。
- 電気工学科
  - 電気・電子のはたらきや性質を学ぶ。
- 物質工学科
  - 科学的原理・生物化学的原理を用いた有用物質の合成とその性質を学ぶ。
  - 4年生から物質工学コース・生物工学コースのどちらかに分かれる。
- 環境材料工学科
  - 環境にやさしい材料について学ぶ。

### 専攻科（学士課程）
- 機械・電子システム工学専攻
- 機能材料工学専攻

## 施設・センター
- 図書館
- 情報処理センター
- 総合技術センター

- 福利厚生施設(竹明館)
- 合宿研修所
- 学生寮

## 部活動

### 運動部
- 陸上競技部
- 野球部
- サッカー部
- バレーボール
- バスケットボール部

- テニス部
- ソフトテニス部
- バドミントン部
- 卓球部
- ラグビー・フットボール部

- ハンドボール部
- 柔道部
- 剣道部
- 弓道部
- 水泳部

### 文化部
- 茶道部
- 美術部
- 写真部
- 鉄道部

- 軽音楽部
- 囲碁・将棋部
- コンピューター部
- メカテック部

- 吹奏楽部
- ピアノ部
- グローバルアクト部

## 関連人物
- 桐榮良三 - 第4代校長

## アクセス

### バス
富山駅より富山地方鉄道バスを利用。
- 平日

富山駅前（5番乗り場）から「国立高専行（下堀経由）」に乗車～約25分～国立高専[終点]下車。朝の時間帯（8時頃～8時15分頃）2本のみ運行、それ以外の時間帯は休日の項参照
- 休日

みずほ信託銀行前（2番乗り場）から「国立高専行（朝菜町経由・下堀経由）」に乗車～約25分～国立高専下車。始発は7時50分頃から運行

### 鉄道
富山地方鉄道不二越・上滝線を利用。
- 電鉄富山駅からの場合

「岩峅寺行（南富山経由）」に乗車～約14分～小杉駅下車、徒歩15分。
- 岩峅寺駅からの場合

「電鉄富山行（南富山経由）」に乗車～約15分～布市駅下車、徒歩15分。